# Lymantria curvifera
Lymantria curvifera este o specie de molii din genul Lymantria, familia Lymantriidae, descrisă de Walker 1866 Conform Catalogue of Life specia Lymantria curvifera nu are subspecii cunoscute.